# ريان ديفيس (كاتب)
ريان ديفيس (بالإنجليزية: Ryan Davis)‏ هو صحفي وكاتب أمريكي، ولد في 4 يونيو 1979 في لوس ألاميتوس في الولايات المتحدة، وتوفي في 3 يوليو 2013.